# Gunter Sachs

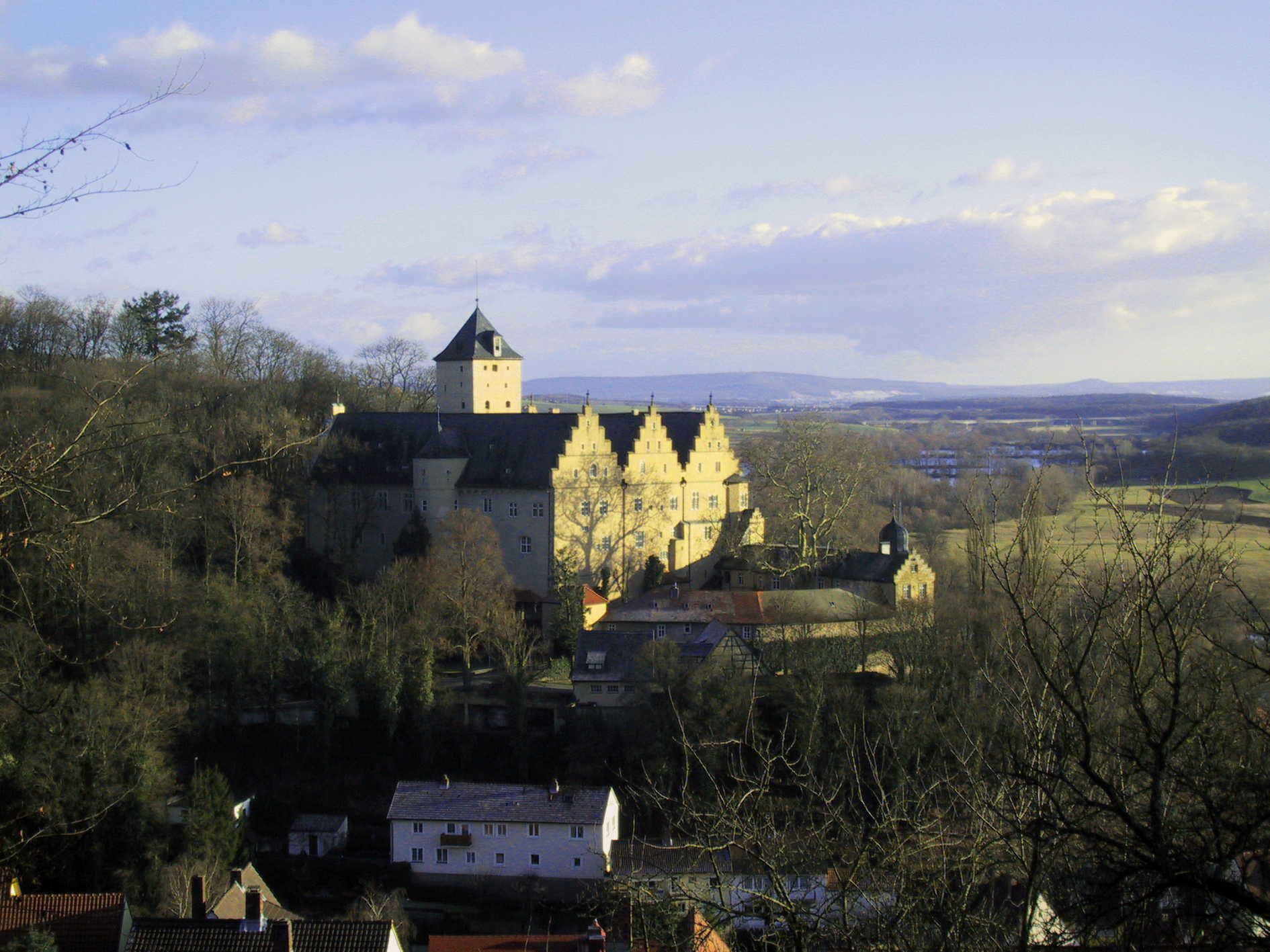
Schloss Mainberg, lugar donde nació Fritz Gunter Sachs.

Fritz Gunter Sachs (Schweinfurt, Baviera, 14 de noviembre de 1932 - Gstaad, Suiza, 7 de mayo de 2011), conocido como Gunter Sachs, fue un empresario y fotógrafo alemán-suizo. En la década de los 90, fue autor de investigaciones cuyos objetivos eran confirmar las propuestas de la astrología. En su juventud, fue playboy y deportista, después alcanzó celebridad internacional como director de cine y como fotógrafo en documentales.

## Primeros años y familia
Gunter Sachs nació en la zona sur de Alemania. Su madre fue hija de Wilhelm von Opel; su padre fue Willy Sachs, único propietario de Fichtel & Sachs, importante fabricante de rodamientos de bolas y uno de los más grandes proveedores de automóviles de Alemania. Willy era conocido de Hermann Göring y de Heinrich Himmler, y fue arrestado por los militares estadounidenses después de la guerra, pero finalmente fue declarado inocente y  liberado. Gunter Sachs declaró acerca de su padre, en varias publicaciones: "Ich stand nie für das Ewig-Gestrige" ("Nunca defendió la eterna Ayer.") Willy se suicidó en 1958 con un arma de fuego. Su hermano, Ernst Wilhelm, falleció en una avalancha en 1977.

## Vida personal
Durante su juventud su estilo de vida fue el de un playboy, y se dice que tuvo una relación amorosa con la que fue reina de Irán, Soraya Esfandiary. Se casó en tres ocasiones. Su primera esposa, Anne-Marie Faure, falleció en 1958 durante una intervención quirúrgica. Cortejó a su segunda mujer, Brigitte Bardot, arrojándole cientos de rosas desde un helicóptero sobre su villa en la Riviera francesa. La pareja se casó el 14 de julio de 1966 en Las Vegas y se divorció en 1969. Su último matrimonio fue con la exmodelo sueca Mirja Larsson, a quien desposó en 1969 y con quien permaneció hasta el día de su muerte. Tuvo un hijo, Rolf (nacido en 1955), con su primera esposa, y otros dos (Christian Gunnar y Claus Alexander) con su tercera esposa.
Sachs se nacionalizó ciudadano suizo en 1976.

## Deportes
Desde 1969 hasta su muerte, presidió el St. Moritz Bobsleigh Club. La vuelta número 13 de St. Moritz-Celerina Olympic Bobrun lleva su nombre en su honor.

## Investigaciones astrológicas
En la década de 1990, Sachs volvió a destacar en las notas periodísticas internacionales, pues dirigió un enorme proyecto científico, donde utilizó grandes muestras de sujetos, a fin de confirmar, a través de cálculos estadísticos y con comparaciones hechas durante dos años en las vidas de casi un millón de personas (mujeres y hombres), la veracidad o falsedad de las afirmaciones de la astrología (a partir sobre todo del signo solar de todas esas personas).[cita requerida]
"En todos los casos obtuvimos resultados significativos, mucho más allá de lo que podría explicar una mera coincidencia", según lo publicado en el Daily Mail el 6 de noviembre de 1997.
A fin de facilitar los trabajos de investigación, fundó el Instituto para la Revisión Empírica y Matemática de la Posible Veracidad de la Astrología en Relación con el Comportamiento Humano. Luego, con el uso de técnicas estadísticas y con la colaboración de la oficina de estadística del gobierno de Suiza (cuyas autoridades han venido registrando la fecha y la hora del nacimiento de todos los ciudadanos desde 1975), su equipo de trabajo realizó estudios acerca de muchos aspectos de la vida humana.[cita requerida]
Su metodología y el análisis estadístico que utilizó han recibido las críticas de los matemáticos, que hallaron errores graves en muchos puntos de sus estudios y se muestran muy escépticos respecto a la significancia estadística, para lo cual, afirman, hacen falta muchas correcciones en sus datos.

## Fallecimiento
Gunter Sachs se quitó la vida el 7 de mayo del 2011 con un arma de fuego, en su hogar, en Gstaad, Suiza. La nota suicida afirmaba que así lo decidió debido a "la enfermedad A., que no me da esperanzas" (según se especula, es muy probable que se haya tratado de la enfermedad de Alzheimer), y añadía que "la pérdida de control mental sobre mi vida habría sido un estado donde mi vida perdería dignidad, y he decidido cortarla definitivamente".

## Publicaciones
- Sachs, G. (1999). The Astrology File: Scientific Proof of the Link Between Star Signs and Human Behaviour. Dic. Orion Books). ISBN 0-7528-1789-2
- Elwell, D. (1999). Cosmic Loom. 2a. ed. The Urania Trust. ISBN 0-04-133027-7. Discusión e interpretación de algunos de los resultados de Gunter Sachs y otros trabajos relacionados.